# Kein Blick Zurück
Kein Blick Zurück je best of album od německé kapely In Extremo.

## Seznam skladeb

### CD1
1. „Wind“ - 4:24
2. „Ai Vis Lo Lop“ - 3:50
3. „Vollmond“ - 4:04
4. „Herr Mannelig“ - 4:48
5. „Kein Sturm Hält Uns Auf“ - 3:15
6. „Pavane“ - 4:57
7. „Rotes Haar“ - 4:15
8. „Omnia Sol Temperat“ - 4:13
9. „Küss Mich“ - 4:10
10. „Spielmannsflucht“ - 3:39
11. „Alte Liebe“ - 4:24
12. „Hiemali Tempore“ - 4:14
13. „Rasend Herz“ - 4:06
14. „Liam“ - 3:48
15. „Erdbeermund“ - 4:07

### CD2
1. „Ave Maria (Blind)“ - 3:21
2. „Singapur (Götz Alsmann)“ - 3:55
3. „Der Rattenfänger (Grave Digger)“ - 4:14
4. „Merseburger Zaubersprüche“ - 4:08
5. „Nur Ihr Allein (Randalica)“ - 4:30
6. „Die Gier (Silbermond)“ - 4:24
7. „Rasend Herz (Killing Joke Remix)“ - 5:52
8. „Spielmann (Das Letzte Einhorn“ - 4:06